# 4237 Raushenbakh
4237 Raushenbakh è un asteroide della fascia principale. Scoperto nel 1979, presenta un'orbita caratterizzata da un semiasse maggiore pari a 2,6449027 UA e da un'eccentricità di 0,0951067, inclinata di 3,16147° rispetto all'eclittica.